# 27114 Lukasiewicz
27114 Lukasiewicz este un asteroid din centura principală de asteroizi.

## Descriere
27114 Lukasiewicz este un asteroid din centura principală de asteroizi. A fost descoperit pe 19 noiembrie 1998 la Prescott (Arizona) de Paul G. Comba. Asteroidul prezintă o orbită caracterizată de o semiaxă mare de 3,21 ua, o excentricitate de 0,16 și o înclinație de 2,1° în raport cu ecliptica.